# 17603 Qoyllurwasi
17603 Qoyllurwasi este un asteroid din centura principală de asteroizi.

## Descriere
17603 Qoyllurwasi este un asteroid din centura principală de asteroizi. A fost descoperit pe 20 septembrie 1995 la Kitami de Kin Endate și Kazuro Watanabe. Asteroidul prezintă o orbită caracterizată de o semiaxă mare de 2,79 ua, o excentricitate de 0,24 și o înclinație de 16,6° în raport cu ecliptica.